# Glossaire du théâtre
Ce glossaire recense des termes et expressions spécifiques au théâtre.
- Haut – A
- B
- C
- D
- E
- F
- G
- H
- I
- J
- K
- L
- M
- N
- O
- P
- Q
- R
- S
- T
- U
- V
- W
- X
- Y
- Z

## A
- Absurde
- Accessoires
- Acmé
- Acta est fabula
- Acte
- Acte de langage
- Afterpiece
- Agôn
- Alexandrin
- Allitération
- Antagoniste
- Antihéros
- Antilabè
- Antonomase
- Aparté
- Aphorisme
- Archétype
- Archiénonciateur
- Argument
- Arlequinade
- Assonance
- Attente
- Auteur dramatique
- Avant-scène
- Avant-première
- Avertissement
- Axe discursif

- Haut – A
- B
- C
- D
- E
- F
- G
- H
- I
- J
- K
- L
- M
- N
- O
- P
- Q
- R
- S
- T
- U
- V
- W
- X
- Y
- Z

## B
- Balcon
- Baroque
- Bauprobe
- Bienséance
- Boulevard
- Brigadier
- Bunraku
- Burlesque

- Haut – A
- B
- C
- D
- E
- F
- G
- H
- I
- J
- K
- L
- M
- N
- O
- P
- Q
- R
- S
- T
- U
- V
- W
- X
- Y
- Z

## C
- Cabotin
- Cabotinage
- Cadre de scène
- Cage de scène
- Canevas
- Canular
- Caractère
- Carnavalisation
- Casting
- Catastrophe
- Catch d'improvisation
- Catharsis
- Césure
- Champ de coexistence
- Chant
- Cheminée d'appel
- Cheminée de contrepoids
- Cheminée du lustre
- Chiasme
- Chironomie
- Chorea
- Chorégraphie
- Chœur
- Cintres
- Cintrier
- Claque
- Clown
- Colorblind casting
- Comédie
- Comédie de la Restauration
- Comédie musicale
- Commedia dell'arte
- Connotation
- Console son
- Contexte
- Contrepoint
- Convention théâtrale
- Coryphée
- Costume
- Coulisse
- Coup de théâtre
- Coups (les trois)
- Cour (côté)
- Couturière
- Création
- Critique
- Cyclorama

- Haut – A
- B
- C
- D
- E
- F
- G
- H
- I
- J
- K
- L
- M
- N
- O
- P
- Q
- R
- S
- T
- U
- V
- W
- X
- Y
- Z

## D
- Débuts (voir Wiktionnaire)
- Déclamation
- Décor (voir Wiktionnaire)
- Décorum (voir Wiktionnaire)
- Découverte
- Dégagement
- Deixis
- Dénégation
- Dénotation
- Dénouement
- Deus ex machina
- Deutéragoniste
- Diachronie
- Dialecte
- Dialectique
- Dialogue (voir Wiktionnaire)
- Dialogisme
- Didascalie (voir Wiktionnaire)
- Diégèse
- Dilemme cornélien
- Discipline
- Discours (voir Wiktionnaire)
- Distanciation
- Distribution
- Dithyrambe
- Divertissement (voir Wiktionnaire)
- Docudrame
- Double énonciation
- Dramaticité
- Dramatis personae
- Dramaturge (voir Wiktionnaire)
- Dramaturgie (voir également Wiktionnaire)
- Drame
- Drame liturgique
- Drame romantique

- Haut – A
- B
- C
- D
- E
- F
- G
- H
- I
- J
- K
- L
- M
- N
- O
- P
- Q
- R
- S
- T
- U
- V
- W
- X
- Y
- Z

## E
- Écriture dramatique
- Écriture scénique
- Édition critique
- Effet de distanciation
- Effet de mise en évidence
- Effet de réel
- Effet d'étrangeté
- Ekkyklêma
- Élocution
- Embrayeur
- Emploi
- Énonciation
- Enthousiasme
- Entracte
- Épilogue
- Épique
- Épisode
- Éponyme
- Espace dramatique
- Espace scénique
- Esthétique
- Euphémisme
- Exode
- Exposition
- Expression

- Haut – A
- B
- C
- D
- E
- F
- G
- H
- I
- J
- K
- L
- M
- N
- O
- P
- Q
- R
- S
- T
- U
- V
- W
- X
- Y
- Z

## F
- Fable
- Face (théâtre)
- Faire-valoir
- Fait social
- Farce
- Fatal (le)
- Fatalité
- Féerie
- Feu
- Feux de la rampe
- Fiction
- Figure de rhétorique
- Figure
- Fil
- Filage
- Focalisation
- Foire
- Fonction
- Forum
- Fosse
- Four
- Foyer
- Fresnelle
- Frise
- Frontalité

- Haut – A
- B
- C
- D
- E
- F
- G
- H
- I
- J
- K
- L
- M
- N
- O
- P
- Q
- R
- S
- T
- U
- V
- W
- X
- Y
- Z

## G
- Générale
- Génétique
- Gestuelle
- Gestus
- Gestus brechtien
- Gradin
- Grand guignol
- Gril (Wiktionnaire)
- Grommelot
- Grotesque
- Groupe Octobre
- Guinde
- Guitto

- Haut – A
- B
- C
- D
- E
- F
- G
- H
- I
- J
- K
- L
- M
- N
- O
- P
- Q
- R
- S
- T
- U
- V
- W
- X
- Y
- Z

## H
- Happening
- Harpagon
- Hémistiche
- Héros
- Herse
- Histoire
- Hors-scène
- Hors-texte
- Hypertexte

- Haut – A
- B
- C
- D
- E
- F
- G
- H
- I
- J
- K
- L
- M
- N
- O
- P
- Q
- R
- S
- T
- U
- V
- W
- X
- Y
- Z

## I
- Icône
- Identification
- Idéologème
- Idiolecte
- Illocutoire
- Illusion
- Indication scénique
- In medias res
- Indice
- Inspiration
- Interdisciplinaire
- Intermède
- Intertexte
- Intertextualité
- Intransitivité
- Intrigue
- Ironie
- Isotopie
- Italienne

- Haut – A
- B
- C
- D
- E
- F
- G
- H
- I
- J
- K
- L
- M
- N
- O
- P
- Q
- R
- S
- T
- U
- V
- W
- X
- Y
- Z

## J
- Jardin
- Jeu
- Jeu d'orgue

- Haut – A
- B
- C
- D
- E
- F
- G
- H
- I
- J
- K
- L
- M
- N
- O
- P
- Q
- R
- S
- T
- U
- V
- W
- X
- Y
- Z

## K
- Kabuki
- Kyôgen

- Haut – A
- B
- C
- D
- E
- F
- G
- H
- I
- J
- K
- L
- M
- N
- O
- P
- Q
- R
- S
- T
- U
- V
- W
- X
- Y
- Z

## L
- Lazzi
- Lecture
- Leitmotiv
- Littérarité
- Locutoire
- Loge
- Lointain
- Ludique
- Lumière noire

- Haut – A
- B
- C
- D
- E
- F
- G
- H
- I
- J
- K
- L
- M
- N
- O
- P
- Q
- R
- S
- T
- U
- V
- W
- X
- Y
- Z

## M
- Machinerie
- Machiniste
- Mandrilloptère
- Manteau d'arlequin
- Marivaudage
- Mansion
- Manipulateur
- Marionnette
- Masque
- Mélodrame
- Métalangage
- Métaphore
- Métathéâtre
- Méthode
- Métonymie
- Mime
- Mimésis
- Mimodrame
- Miracle
- Mise en abyme
- Mise en scène
- Modalité
- Mode ou style direct
- Mode ou style indirect
- Modèle ou schéma actantiel
- Monodrame
- Monologue
- Montage
- Motif
- Multidisciplinaire
- Musique de scène
- Mystère

- Haut – A
- B
- C
- D
- E
- F
- G
- H
- I
- J
- K
- L
- M
- N
- O
- P
- Q
- R
- S
- T
- U
- V
- W
- X
- Y
- Z

## N
- Narration
- Naturalisme
- Néologisme
- Nô
- Nœud
- Non-dit
- Non-sens
- Nouette
- Nuvola

- Haut – A
- B
- C
- D
- E
- F
- G
- H
- I
- J
- K
- L
- M
- N
- O
- P
- Q
- R
- S
- T
- U
- V
- W
- X
- Y
- Z

## O
- Objet
- Objectif et superobjectif
- Occurrence
- Œil du prince
- Onnagata
- Opéra
- Opérette
- Opsis
- Orateur
- Oratorio
- Orestie
- Orchestre

- Haut – A
- B
- C
- D
- E
- F
- G
- H
- I
- J
- K
- L
- M
- N
- O
- P
- Q
- R
- S
- T
- U
- V
- W
- X
- Y
- Z

## P
- Pageant
- Pantalonnade
- Pantomime
- Parabase
- Parade
- Paradis
- Paradigme
- Paradoxe sur le comédien
- Paraphrase
- Parataxe
- Paratexte
- Parathéâtre
- Parodie
- Parterre
- Partition
- Pathétique
- Pathos
- Pendillon
- Pensée
- Pentalogie
- Performance
- Perche
- Péripétie
- Perlocutoire
- Personnage
- Philologie
- Pièce à machines
- Pièce de théâtre
- Pièce à thèse
- Pièce-bien-faite
- Plaque-tonnerre
- Plateau
- Playbill
- Pluridisciplinaire
- Polyphonie
- Poulailler
- Poursuite
- Pragmatique
- Praticable
- Pratique discursive
- Praxis
- Présupposition
- Prix et récompenses
- Projecteur
- Prologue
- Proscenium
- Protagoniste
- Proxémique
- Psychodrame
- Psychophysique
- Public

- Haut – A
- B
- C
- D
- E
- F
- G
- H
- I
- J
- K
- L
- M
- N
- O
- P
- Q
- R
- S
- T
- U
- V
- W
- X
- Y
- Z

## Q
- Quatrième mur
- Quiproquo

- Haut – A
- B
- C
- D
- E
- F
- G
- H
- I
- J
- K
- L
- M
- N
- O
- P
- Q
- R
- S
- T
- U
- V
- W
- X
- Y
- Z

## R
- Raccord : répétition prévue entre deux représentations trop espacées dans le temps
- Rampe
- Réalisme
- Réception
- Récit
- Récitatif
- Reconnaissance
- Redondance
- Réflecteur
- Régie (théâtre)
- Régisseur
- Règles du théâtre classique
- Règle des trois unités
- Relâche
- Relation maître-valet au théâtre
- Répertoire
- Répertoire théâtral
- Répétition
- Réplique
- Représentation à bénéfice
- Représentation théâtrale
- Rhétorique
- Rideaux à l'allemande
- Rideaux à la française
- Rideaux à la grecque
- Rideaux à l'italienne
- Rideaux à la polichinelle
- Rideaux à la romaine
- Rideaux à la vénitienne
- Rideau brechtien
- Rime
- Rituel
- Rôle

- Haut – A
- B
- C
- D
- E
- F
- G
- H
- I
- J
- K
- L
- M
- N
- O
- P
- Q
- R
- S
- T
- U
- V
- W
- X
- Y
- Z

## S
- Saison théâtrale
- Saluts
- Satire
- Saynète
- Schéma actantiel
- Scène
- Scène d'exposition
- Scène à l'italienne
- Scène tournante
- Scénographie (voir aussi l'article du Wiktionnaire)
- Scénotechnique
- Sciantosa
- Sémiosis
- Sémiotique
- Séquence
- Servante ou Sentinelle
- Shomingeki
- Signe
- Situation d'énonciation
- Situation dramatique
- Sociocritique
- Sociodrame
- Sociolecte
- Soliloque
- Song
- Sotie
- Soubrette
- Souffleur
- Sous-texte
- Spectacle
- Spectateur
- Spot
- Stance
- Stichomythie
- Stylistique
- Sublime
- Superstition théâtrale
- Suspense
- symbolisme
- Synchronie
- Syntagme

- Haut – A
- B
- C
- D
- E
- F
- G
- H
- I
- J
- K
- L
- M
- N
- O
- P
- Q
- R
- S
- T
- U
- V
- W
- X
- Y
- Z

## T
- Table (travail de)
- Tableau
- Tableau vivant
- Temporalité
- Tête d'affiche
- Tétralogie
- Texte-à-dire
- Texte dramatique
- Texte dramatisable
- Texte scénique
- Théâtralité (voir aussi l'article du Wiktionnaire)
- Théâtre
- Théâtre à thèse
- Théâtre d'effigie
- Théâtre expérimental
- Théâtre dans le théâtre
- Théâtre documentaire
- Théâtre noir
- Théâtre d'objets
- Théâtre total
- Théâtrologie
- Thème
- Thèse (théâtre à)
- Tirade
- Toile de fond
- Topos
- Trac
- Tragédie
- Tragicomédie
- Tragédie féminine
- Trame dramatique
- Tranche de vie
- Transdisciplinaire
- Trempête
- Tréteau
- Trois coups
- Trope
- Turlupinade
- Type
- Typé

- Haut – A
- B
- C
- D
- E
- F
- G
- H
- I
- J
- K
- L
- M
- N
- O
- P
- Q
- R
- S
- T
- U
- V
- W
- X
- Y
- Z

## U
- Unité d'action
- Unité de lieu
- Unité de temps

- Haut – A
- B
- C
- D
- E
- F
- G
- H
- I
- J
- K
- L
- M
- N
- O
- P
- Q
- R
- S
- T
- U
- V
- W
- X
- Y
- Z

## V
- Variétés
- Vaudeville
- Vers
- Virtuel
- Vraisemblance

- Haut – A
- B
- C
- D
- E
- F
- G
- H
- I
- J
- K
- L
- M
- N
- O
- P
- Q
- R
- S
- T
- U
- V
- W
- X
- Y
- Z